# Piretanide
Il  Piretanide è un composto chimico di formula C17H18N2O5S.

## Storia
Venne stato sintetizzato per la prima volta nel 1973 presso Hoechst AG (Germania) come composto diuretico dell'ansa, utilizzando un metodo all'epoca innovativo per introdurre residui di ammine cicliche in un nucleo aromatico in presenza di altri gruppi funzionali legati aromaticamente.

## Caratteristiche strutturali e fisiche
Dal punto di vista strutturale, il composto è classificato come etere aromatico, in particolare si tratta di un acido solfamidobenzoico strutturalmente correlato alla furosemide e al bumetanide.
| N. di atomi pesanti                  | 25             |
| N. di donatori di legami a idrogeno  | 2              |
| N. di accettori di legami a idrogeno | 7              |
| N. di legami ruotabili               | 5              |
| Massa monoisotopica                  | 362,09364285 u |
| Superficie polare                    | 118 Å²         |
| Carica fisiologica                   | -1             |
| Rifrattività                         | 93,68 m3/mol   |
| Polarizzabilità                      | 35,84 Å3       |

## Reattività e caratteristiche chimiche

### Spettri analitici
- spettro 13C NMR[5]
- spettro GC-MS[6]
- spettro MS-MS[7]
- spettro LC-MS[8]

## Farmacologie e tossicologia

### Farmacocinetica
La piretanide viene rapidamente assorbita dopo la somministrazione orale e i picchi sierici di concentrazione sono raggiunti dopo circa 1 ora. L’intervallo di biodisponibilità è compreso tra 80 e 90% considerando una minima variazione inter ed intra-individuale, in pazienti con diminuita funzionalità renale.
Il t1/2 della piretanide è approssimativamente pari a 1,0-1,7 ore in pazienti con funzionalità renale normale e sopra le 9,0 ore in pazienti con insufficienza renale. Non è stato rilevato alcun accumulo in pazienti con funzionalità renale normale o alterata. Il legame della piretanide con le proteine è approssimativamente pari al 90%.
La piretanide viene escreta praticamente immodificata. La via di eliminazione principale è quella renale, il 40-70% della dose somministrata viene ritrovata nelle urine dei pazienti con funzionalità renale normale. La piretanide viene escreta principalmente con trasporti di tipo attivo nel tubulo prossimale distale. Una piccola parte dei suoi metaboliti idrossilati vengono trovati nella forma coniugata nelle urine e nelle feci. Il principale metabolita della piretanide è il γ-amino butanolo. Nei pazienti anziani non viene di solito richiesto alcun adattamento della dose.

### Farmacodinamica
Favorisce l'eliminazione del liquido in eccesso nella circolazione sanguigna, attraverso la riduzione del NaCl e diminuendo di conseguenza la massimale. Inibisce i simporti sodio-potassio-cloro concentrati nel tratto ascendente spesso a livello della giunzione tra l'ansa di Henle e i tubuli renali distali. L’inizio della diuresi si ha entro 1 ora dall’assunzione della dose e gli ultimi effetti si hanno dopo 4-6 ore.
L’urina ed il sodio escreti mostrano una chiara relazione dose-risposta per le somministrazioni orali di dosi tra i 3 e i 12 mg durante le prime 4 ore di terapia. La velocità di filtrazione glomerulare ed il flusso sanguigno renale rimangono virtualmente invariati. È stato osservato un lieve incremento dose dipendente dell’attività plasmatica della renina.
Gli effetti antipertensivi della piretanide sono attribuibili, oltre che all'effetto diuretico anche all’induzione di uno scambio di ioni Ca2+ nelle cellule muscolari lisce delle arterie con riduzione della contrattilità e della risposta vasale alle sostanze pressorie endogene quali le catecolamine. Questo meccanismo d'azione porta alla riduzione della resistenza periferica e della pressione sanguigna.

### Effetti del composto e usi clinici
Si tratta di un principio attivo di indicazione specifica contro l'ipertensione arteriosa e più in generale contro la formazioni di un edema. In Italia il composto è commercializzato con il marchio Prilace, in associazione al ramipril.
Il normale dosaggio è:
- Ipertensione, 9 mg al giorno
- Edema, 6 mg al giorno (dose massima 6 ogni 4 ore)

### Controindicazioni ed effetti collaterali
Malattia di Addison, ipokaliemia refrattaria, iponatriemia. Alcuni degli effetti indesiderati sono ipotensione, cefalea, iponatremia, gotta, vertigini, nausea, impotenza, vomito, febbre, ipercalcemia, ipoglicemia, iperuricemia, affaticamento, rash.
Il sovradosaggio può causare diuresi persistente, eccessiva vasodilatazione periferica (con marcata ipotensione, shock), bradicardia, alterazioni del bilancio elettrolitico, insufficienza renale, aritmie cardiache, obnubilamento della coscienza che può progredire fino al coma, convulsioni, paresi ed ileo paralitico. Nei pazienti con ostruzione del flusso urinario (per es. da iperplasia prostatica), un’improvvisa diuresi può causare ritenzione urinaria acuta con eccessiva dilatazione della vescica.

### Tossicologia
Il composto è un potenziale interferente endocrino.
| Organismo | Test | Via di somministrazione | Dose        | Effetto                                                                                               |
| --------- | ---- | ----------------------- | ----------- | --- |
| Ratto     | DL50 | orale                   | 5.601 mg/kg | - |
| Ratto     | DL50 | i.p.                    | 485 mg/kg   | sonnolenza, atassia                                                                                   |
| Ratto     | DL50 | sottocutanea            | 1.100 mg/kg | sonnolenza, atassia                                                                                   |
| Ratto     | DL50 | i.v.                    | 700 mg/kg   | alterazione del ciclo del sonno, inclusi cambiamenti nel riflesso di raddrizzamento, atassia, dispnea |
| Topo      | DL50 | orale                   | 2 gm/kg     | lacrimazione, atassia, depressione respiratoria                                                       |
| Topo      | DL50 | i.p.                    | 700 mg/kg   | atassia                                                                                               |
| Topo      | DL50 | sottocutanea            | 660 mg/kg   | sonnolenza, atassia                                                                                   |
| Topo      | DL50 | i.v.                    | 618 mg/kg   | sonnolenza, convulsioni, atassia                                                                      |
| Cane      | DL50 | orale                   | >1 gm/kg    | - |
| Coniglio  | DL50 | orale                   | 960 mg/kg   | - |
| Coniglio  | DL50 | iv                      | 178 mg/kg   | - |
| Cavia     | DL50 | orale                   | 93 mg/kg    | - |